# Christian Javier Cruz
Christian Javier Cruz Villegas (León, 13 de febrero de 1983) es un político y funcionario público mexicano, reconocido por su vinculación con el Gobierno del Estado de Guanajuato en las Secretarías de Gestión Pública, Desarrollo Social y Humano. Se desempeñó también como Secretario Particular del Gobernador de Guanajuato en el 2012 al 2015, así como Secretario General del Congreso Local en la LXIII Legislatura del Congreso del Estado de Guanajuato, de octubre de 2018 a octubre de 2021 fue Síndico del municipio de León, presidiendo la Comisión de Gobierno, Seguridad Pública y Tránsito así como la de Contraloría y Combate a la Corrupción. 
Actualmente, en octubre del 2021 fue designado nuevamente por el pleno del congreso local de Guanajuato como Secretario General en la LXV legislatura.

## Biografía

### Vida y estudios
Christian Javier Cruz Villegas nació en el municipio de León en el estado de Guanajuato el 13 de febrero de 1983, hijo de padre leonés y madre michoacana. Ingresó en la Universidad Iberoamericana de León donde se graduó con excelencia académica como licenciado en derecho. Realizó tres maestrías: en Administración y Políticas Públicas con enfoque en Gestión Gubernamental por la Universidad Virtual de Guanajuato, en Derecho Parlamentario por la Universidad Autónoma del Estado de México y en Administración y Políticas Públicas con enfoque en Gestión Política por la UVEG. Realizó también especializaciones en Justicia Administrativa y Notaría Pública, esta última por la Universidad de Guanajuato.

### Desempeño público
Se vinculó a la función pública en el año 2007 como funcionario en el Gobierno Estatal de Guanajuato, trabajando inicialmente como asesor jurídico de la Dirección General de Asuntos Jurídicos en la Secretaría de Gestión Pública y como Asesor Ejecutivo de la Secretaría de Desarrollo Social y Humano, del 2012 al 2015 se desempeñó como Secretario Particular del Gobernador Miguel Márquez Márquez.  y en el 2015 lo designaron Secretario General del Congreso Local en la LXIII Legislatura del Congreso del Estado de Guanajuato , convirtiéndose en ese momento en el secretario más joven del país. De octubre de 2018 a octubre del 2021 se desempeñó como Síndico de su natal ciudad León Guanajuato. Actualmente se desempeña Nuevamente como Secretario General del Congreso del Estado de Guanajuato en la LXV legislatura. 

### Síndico del H. Ayuntamiento de León Guanajuato 2018 - 2021
En 2018 Christian Javier Cruz Villegas fue electo síndico del municipio de León, Presidiendo las comisiones de Gobierno, Seguridad Pública y Tránsito, la Comisión de Contraloría y Combate a la Corrupción, Secretario en la comisión de Innovación y vocal en la Comisión de Obra Pública El 6 de marzo de 2020 fue nombrado Presidente de la Comisión de Selección de los Órganos de Control interno de las 15 entidades paramunicipales, además dirigió como presidente los trabajos de la Comisión Especial para la designación del Cronista Vitalicio de la Ciudad.
Representante del Ayuntamiento en Consejos Directivos Consultivos:
Consejo Directivo del Sistema de Agua Potable y Alcantarillado de León, Consejo Directivo del Patronato de la Feria Estatal de León, Consejo Ciudadana de Contraloría Social, Fideicomiso para el Fortalecimiento de la Seguridad Ciudadana (Fifosec), Consejo Consultivo para la Promoción y Protección del Patrimonio Histórico del municipio de León Guanajuato. 

#### Logros de la sindicatura
En 3 años presentó 17 iniciativas al reglamento municipal, de las cuales destacan la reestructura de los más de 30 consejos directivos y consultivos del Municipio de León, dando lugar a jóvenes consejeros y el equilibrio de género en los mismos.
Creación del Reglamento del Sistema de Agua Potable y Alcantarillado de León, asegurando la innovación y reestructura y estabilidad financiera del tercer mejor organismo de agua de México.
Creación del diseño de las Figuras de los Órganos de Control Interno dentro de las 15 paramunicipales del Municipio de León. Dichas figuras son únicas en México, las cuales fungen como piezas fundamentales en la prevención, combate, seguimiento de casos en materia anticorrupción y gobierno abierto.
Creación, modificación y armonización en los reglamentos de la Seguridad Pública del Municipio para la implementación del Nuevo Modelo de Seguridad Pública, el cual ya instalado ha logrado no solo combatir, sino prevenir el delito en la ciudad.
Creación del Reglamento de Seguridad Privada del Municipio. Regularizamos, registramos y supervisamos a más de 250 empresas que prestan servicios de seguridad privada. Creando la primera base de datos biométricos del personal que labora en estas empresas.